# フランシスコ・ハビエル・サエンス・デ・オイサ
フランシスコ・ハビエル・サエンス・デ・オイサ（Francisco Javier Saenz de Oiza, 1918年10月12日 – 2000年7月18日）は、スペイン・ナバーラ県出身の建築家。スペイン建築界のモダニズム運動において影響力のある人物だった。

## 経歴
ナバーラ地方のカセダに生まれ、セビリアの学校に通ってから、マドリードのマドリード建築高等工科学校（現マドリード工科大学）で建築学を学んだ。アメリカ合衆国への研修旅行を経て、1949年にマドリードに戻り、母校のマドリード建築高等工科学校で教えはじめ、後に学科長となった。2000年7月18日、癌により死去した。
スペインでは数多くの賞を受賞している。1954年にはスペイン国民建築賞、1989年には建築ゴールド・メダル、1993年にはアストゥリアス皇太子賞を受賞している。サエンスは20世紀後半のスペイン建築界でもっとも影響力のある人物のひとりであるとされている。

## 作品
もっとも注目すべき作品のひとつに、マドリードにある高層マンション・オフィスビルのトーレ・ブランカスが挙げられる。トーレ・ブランカスは高さ71mであり、1964年から1969年に建設された。半円形に突きだしたバルコニーの連続からなる円筒状の外観が特徴である。その他の重要な作品には、バスク州オニャティのアランツァス聖堂、アンダルシア州セビリアのトーレ・トリアナ、ベルギー・ブリュッセルの在ベルギー・スペイン大使館、ナバーラ州パンプローナのナバーラ州立大学、グラン・カナリア島ラス・パルマスの大西洋近代美術センター、マドリードのBBVAビルなどがある。

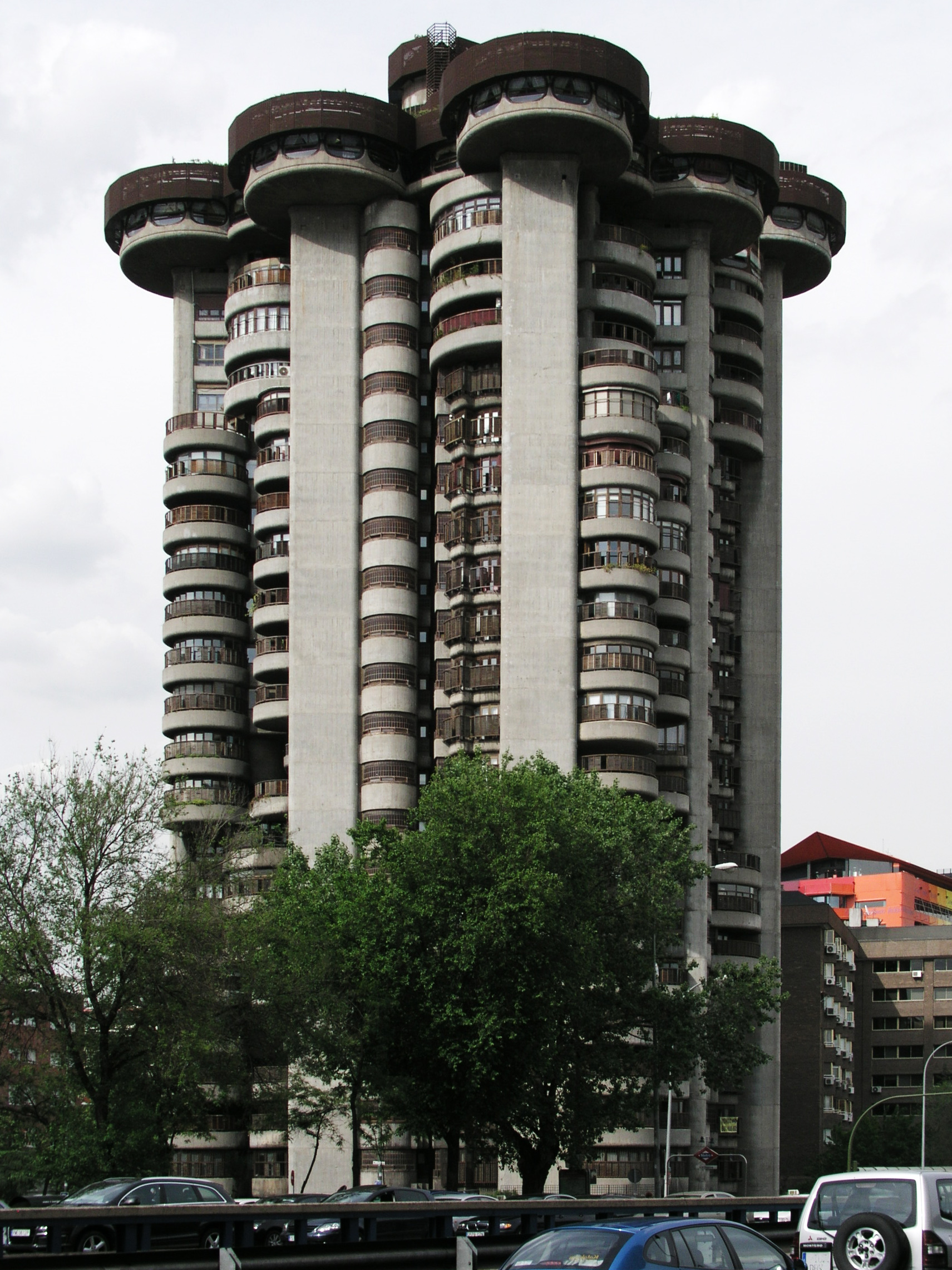
トーレ・ブランカス（マドリード）
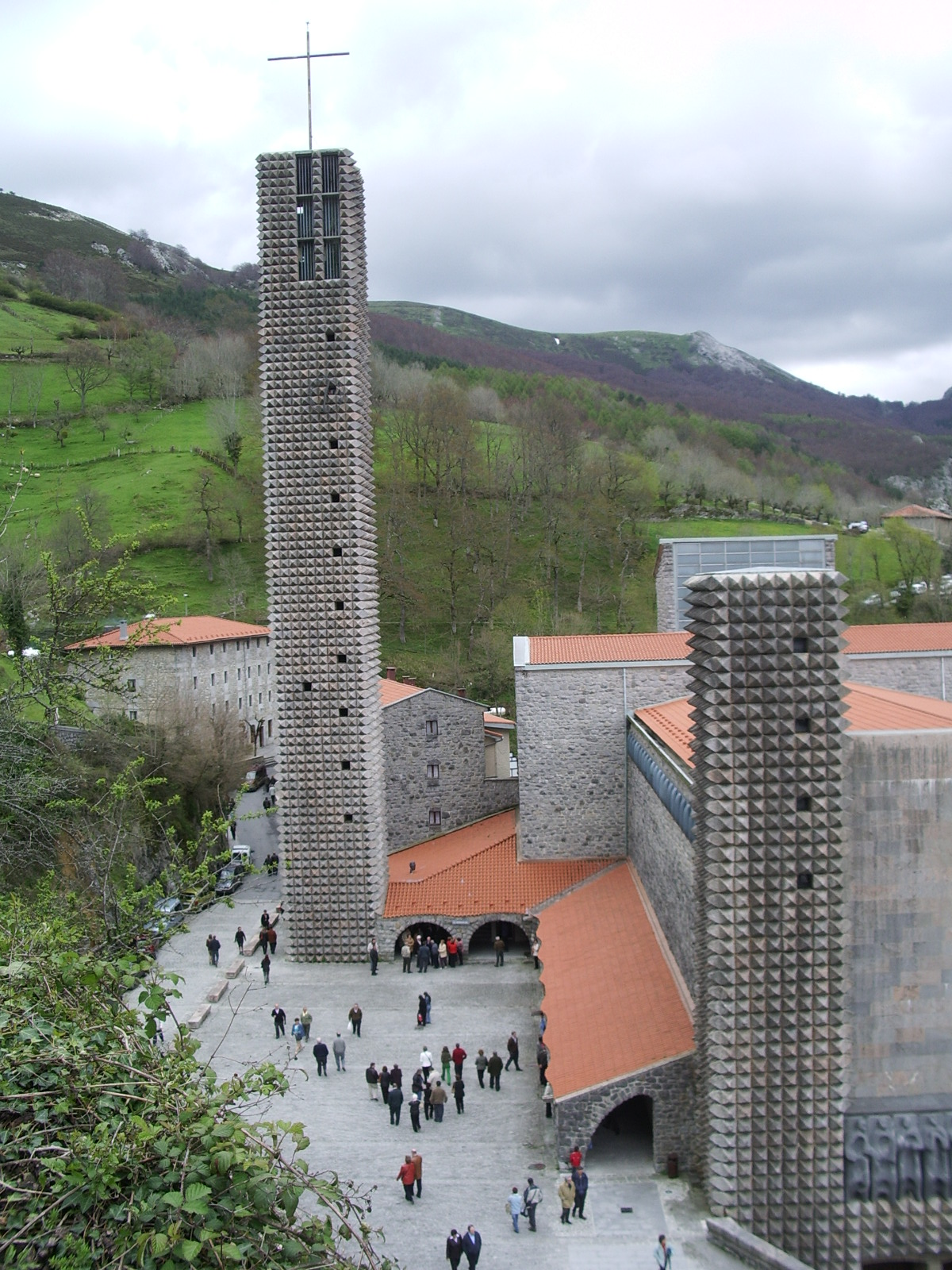
アランツァス聖堂（オニャティ）
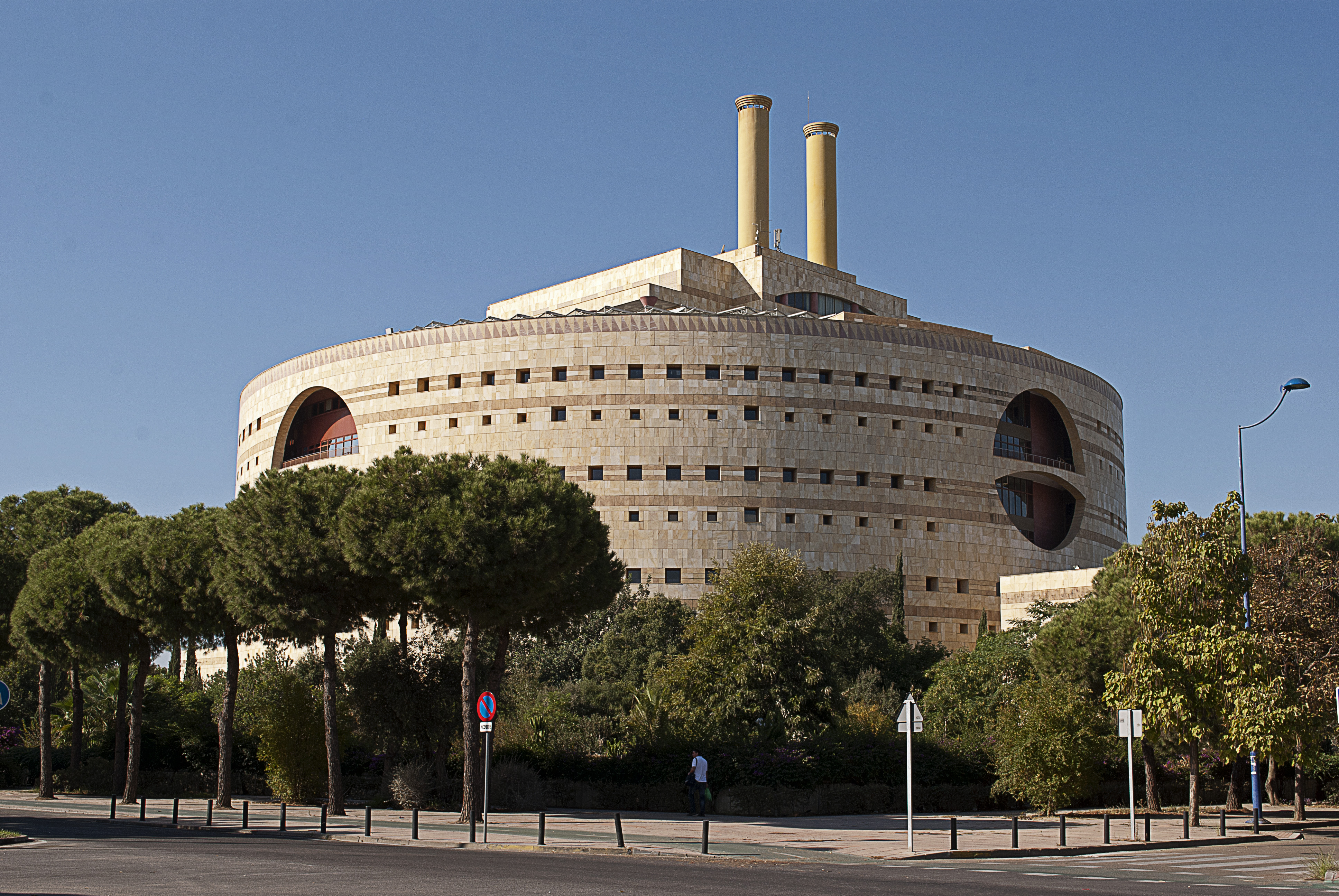
トーレ・トリアナ（セビリア）
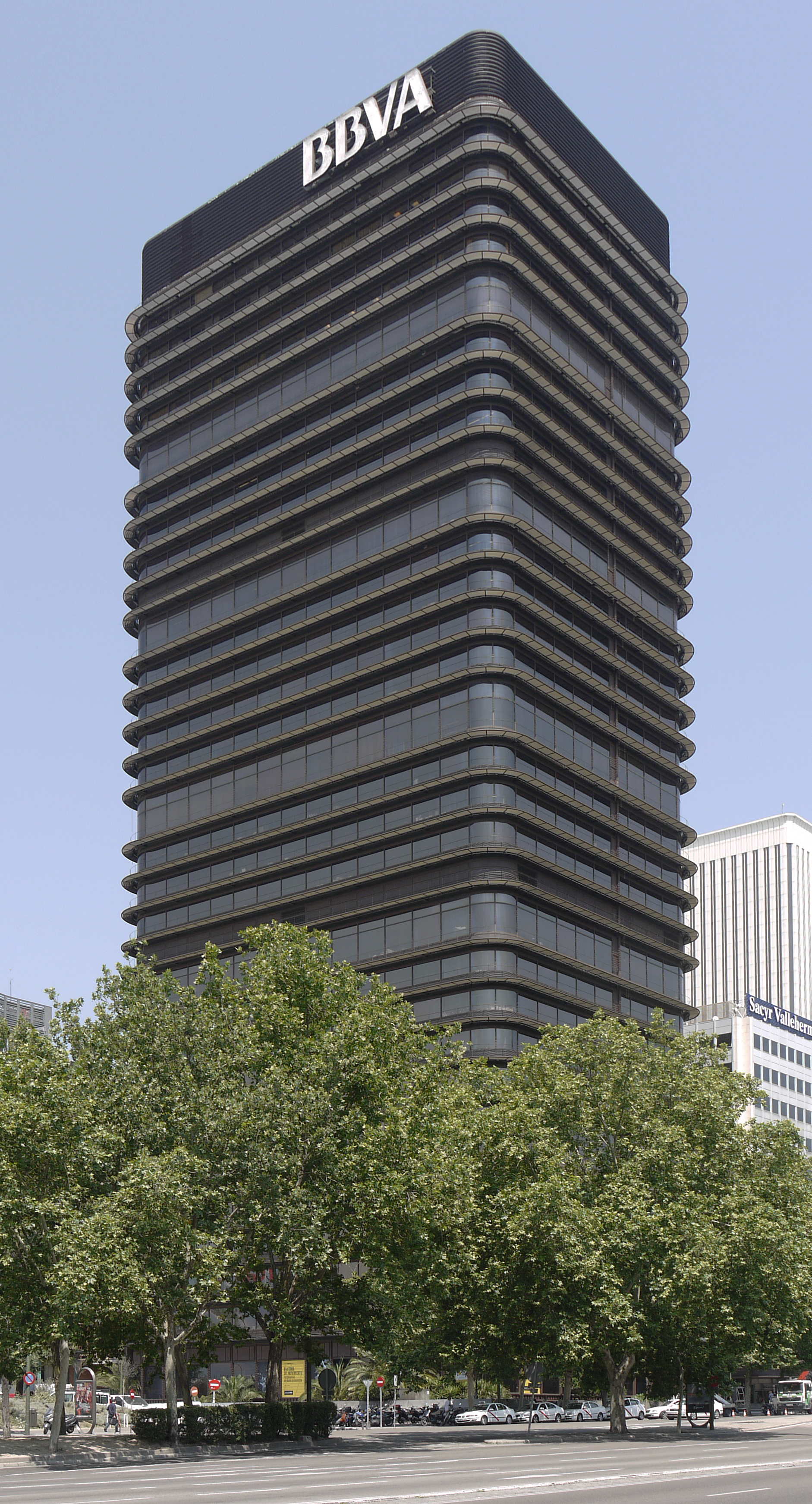
BBVAビル（マドリード）
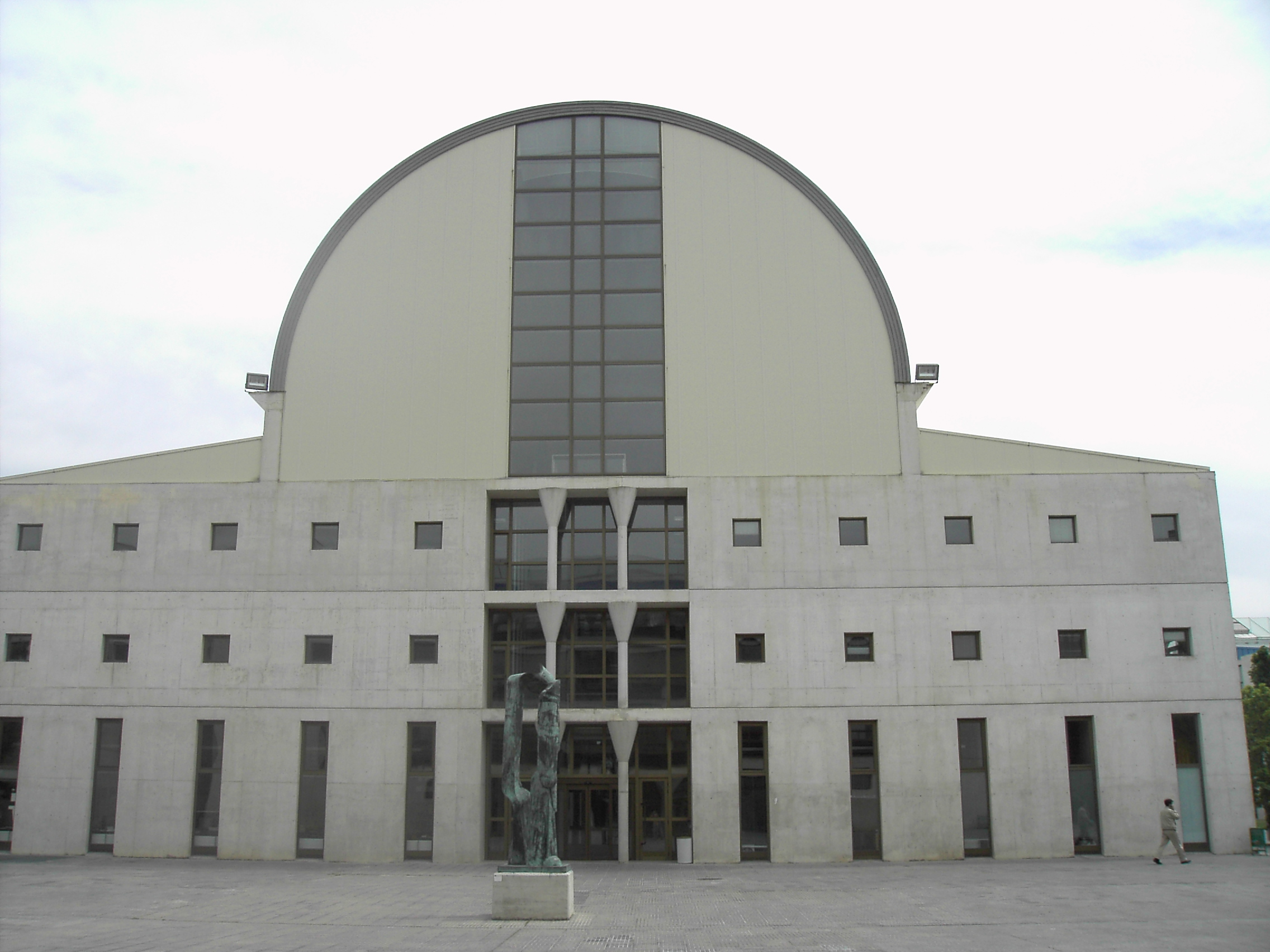
ナバーラ州立大学図書館（パンプローナ）

## 文献
- Javier Saenz Guerra: Francisco Javier Saenz de Oiza, Ediciones Pronaos, 1996